# Футболно съперничество между България и Германия
Футболното съперничество България – Германия (на немски: Die Fußballrivalität zwischen Bulgarien und Deutschland) между националните отбори по футбол на България и Германия е дългогодишно спортно съревнование. С общо 9 класирания на европейски и световни първенства по футбол Българският национален отбор няма постоянни успехи във финални етапи на двата големи турнири, докато този на Германия участва на общо 34 от тези надпревари, в 5 от които е домакин или съдомакин. Само един път България завършва на по предна позиция от Германия в общото класиране на голям турнир; на Световното първенство по футбол през 1994 г. българите завършват на 4-о място, докато германците на 5-о.
Българският национален отбор участва на две европейски първенства по футбол, но и в двата случая отпада в груповата фаза, докато на световни първенства по футбол се класира 7 пъти, най-успешното от които е полуфиналът на Световното първенство по футбол през 1994 г. Със спечелени 3 европейски първенства по футбол (1972, 1980 и 1996), 4 световни първенства по футбол (1954, 1974, 1990 и 2014) и една купа на конфедерациите (2017) Германия е най-успешеният отбор от Европа и вторият най-успешен на международно ниво, що се отнася до крайното класиране в ранглистата на световни първенства.
Началото на съперничество, е през 1935 г., когато в приятелска среща в Лайпциг Германия побеждава с 4:2. Следват още 7 двубоя до края на 60-те години на 20-и век, в които Германия постига няколко изразителни победи, включително най-голямата в съперничеството 7:3 през октомври 1940 г., а между временно България постига първата си победа над своя опонент с 2:1 през 1960 г. в София. Първата официална среща между двата отбора, е на 7 юни 1970 г. в груповата фаза на Световното първенство по футбол през 1970 г. в Мексико, където Германия печели с 5:2. Между 1971 г. и 1989 г. България губи 7 от 8 мача без да победи съперника си, като отборите се срещат на два пъти в квалификации за световно и европейско първенство. До този момент Германия постига 6 поредни победи (най-дългата серия в съперничеството), печели 15 срещи, допуска 1 загуба и 1 равен в 17 срещи при голова разлика 48:16.
На Световното първенство по футбол през 1994 г. в САЩ България и Германия се изправят един срещу друг в исторически драматичен четвъртфинал на стадион „Джайънтс Стейдиъм“ в Ийст Ръдърфорд, в който отборът на България печели с 2:1. Година по-късно Германия губи за втори пореден път от България, мачът е от квалификациите за Европейското първенство по футбол през 1996 г. в Англия; България печели с 3:2 след още един исторически мач в София през 1995 г. Следващите и последни две срещи между двата отбора завършват 3:1 за Германия в Берлин в среща реванш от квалификациите през 1995 г. и равенство 2:2 в контрола в София през 2002 г.

## Списък на мачовете
| №  | Дата                 | Масто          | Състезание                                                 | Среща               | Резултат |
| -- | -------------------- | -------------- | ---------------------------------------------------------- | ------------------- | -------- |
| 1  | 20 октомври 1935 г.  | Лайпциг        | Приятелска среща                                           | Германия – България | 4:2      |
| 2  | 22 октомври 1939 г.  | София          | Приятелска среща                                           | България – Германия | 1:2      |
| 3  | 20 октомври 1940 г.  | Мюнхен         | Приятелска среща                                           | Германия – България | 7:3      |
| 4  | 19 юли 1942 г.       | София          | Приятелска среща                                           | България – Германия | 0:3      |
| 5  | 21 декември 1958 г.  | Розенау        | Приятелска среща                                           | Германия – България | 3:0      |
| 6  | 23 ноември 1960 г.   | София          | Приятелска среща                                           | България – Германия | 2:1      |
| 7  | 22 март 1967 г.      | Хановер        | Приятелска среща                                           | Германия – България | 1:0      |
| 8  | 24 септември 1969 г. | София          | Приятелска среща                                           | България – Германия | 0:1      |
| 9  | 7 юни 1970 г         | Леон           | Световно първенство по футбол през 1970 г., групова фаза   | България – Германия | 2:5      |
| 10 | 12 май 1973 г.       | Хамбург        | Приятелска среща                                           | Германия – България | 3:0      |
| 11 | 27 април 1975 г.     | София          | Европейско първенство по футбол през 1976 г., квалификации | България – Германия | 1:1      |
| 12 | 19 ноември 1975 г.   | Щутгарт        | Европейско първенство по футбол през 1976 г., квалификации | Германия – България | 1:0      |
| 13 | 3 декември 1980 г.   | София          | Световно първенство по футбол през 1982 г., квалификации   | България – Германия | 1:3      |
| 14 | 22 ноември 1981 г.   | Дюселдорф      | Световно първенство по футбол през 1982 г., квалификации   | Германия – България | 4:0      |
| 15 | 15 февруари 1984 г.  | Варна          | Приятелска среща                                           | България – Германия | 2:3      |
| 16 | 17 април 1985 г.     | Розенау        | Приятелска среща                                           | Германия – България | 4:1      |
| 17 | 22 март 1989 г.      | София          | Приятелска среща                                           | България – Германия | 1:2      |
| 18 | 10 юли 1994 г.       | Ийст Ръдърфорд | Световно първенство по футбол през 1994 г., четвъртфинал   | България – Германия | 2:1      |
| 19 | 7 юни 1995 г.        | София          | Европейско първенство по футбол през 1996 г., квалификации | България – Германия | 3:2      |
| 20 | 15 ноември 1995 г.   | Берлин         | Европейско първенство по футбол през 1996 г., квалификации | Германия – България | 3:1      |
| 21 | 21 август 2002 г.    | София          | Приятелска среща                                           | България – Германия | 2:2      |

## Сравнение на големи турнири
| №  | Състезание                                   | България   | Германия    | Бележка                                |
| -- | -------------------------------------------- | ---------- | ----------- | -------------------------------------- |
| 1  | Световно първенство по футбол през 1930 г.   | НУ         | НУ          |                                        |
| 2  | Световно първенство по футбол през 1934 г.   | НУ         | 3-то място  |                                        |
| 3  | Световно първенство по футбол през 1938 г.   | НУ         | 10-о място  |                                        |
| 4  | Световно първенство по футбол през 1950 г.   | НУ         | НУ          | Германия не е член на ФИФА.            |
| 5  | Световно първенство по футбол през 1954 г.   | НУ         | 1-во място  |                                        |
| 6  | Световно първенство по футбол през 1958 г.   | НУ         | 4-о място   |                                        |
| 7  | Европейско първенство по футбол през 1960 г. | НСК        | НУ          |                                        |
| 8  | Световно първенство по футбол през 1962 г.   | 15-о място | 7-о място   |                                        |
| 9  | Европейско първенство по футбол през 1964 г. | НСК        | НУ          |                                        |
| 10 | Световно първенство по футбол през 1966 г.   | 15-о място | 2-ро място  |                                        |
| 11 | Европейско първенство по футбол през 1968 г. | НСК        | НСК         |                                        |
| 12 | Световно първенство по футбол през 1970 г.   | 13-о място | 3-то място  | В груповата фаза мачът завършва 2:5.   |
| 13 | Европейско първенство по футбол през 1972 г. | НСК        | 1-во място  |                                        |
| 14 | Световно първенство по футбол през 1974 г.   | 12-о място | 1-во място  | Домакин на турнира е Западна Германия. |
| 15 | Европейско първенство по футбол през 1976 г. | НСК        | 2-ро място  |                                        |
| 16 | Световно първенство по футбол през 1978 г.   | НСК        | 6-о място   |                                        |
| 17 | Европейско първенство по футбол през 1980 г. | НСК        | 1-во място  |                                        |
| 18 | Световно първенство по футбол през 1982 г.   | НСК        | 2-ро място  |                                        |
| 19 | Европейско първенство по футбол през 1984 г. | НСК        | 5-о място   |                                        |
| 20 | Световно първенство по футбол през 1986 г.   | 15-о място | 2-ро място  |                                        |
| 21 | Европейско първенство по футбол през 1988 г. | НСК        | 3-то място  | Домакин на турнира е Западна Германия. |
| 22 | Световно първенство по футбол през 1990 г.   | НСК        | 1-во място  |                                        |
| 23 | Европейско първенство по футбол през 1992 г. | НСК        | 2-ро място  |                                        |
| 24 | Световно първенство по футбол през 1994 г.   | 4-о място  | 5-о място   | На четвъртфинал мачът завършва 2:1.    |
| 25 | Европейско първенство по футбол през 1996 г. | 11-о място | 1-во място  |                                        |
| 26 | Световно първенство по футбол през 1998 г.   | 29-о място | 7-о място   |                                        |
| 27 | Европейско първенство по футбол през 2000 г. | НСК        | 15-о място  |                                        |
| 28 | Световно първенство по футбол през 2002 г.   | НСК        | 2-ро място  |                                        |
| 29 | Европейско първенство по футбол през 2004 г. | 16-о място | 12-о място  |                                        |
| 30 | Световно първенство по футбол през 2006 г.   | НСК        | 3-то място  | Домакин на турнира е Германия.         |
| 31 | Европейско първенство по футбол през 2008 г. | НСК        | 2-ро място  |                                        |
| 32 | Световно първенство по футбол през 2010 г.   | НСК        | 3-то място  |                                        |
| 33 | Европейско първенство по футбол през 2012 г. | НСК        | 3-то място  |                                        |
| 34 | Световно първенство по футбол през 2014 г.   | НСК        | 1-во място  |                                        |
| 35 | Европейско първенство по футбол през 2016 г. | НСК        | 3-то място  |                                        |
| 36 | Световно първенство по футбол през 2018 г.   | НСК        | 22-ро място |                                        |
| 37 | Европейско първенство по футбол през 2020 г. | НСК        | 15-о място  | Германия е съдомакин на турнира.       |
| 38 | Световно първенство по футбол през 2022 г.   | НСК        | 17-о място  |                                        |
| 39 | Европейско първенство по футбол през 2024 г. | НСК        | 5-о място   | Домакин на турнира е Германия.         |
| 40 | Световно първенство по футбол през 2026 г.   | ПДСО       | ПДСО        |                                        |

## Основни срещи

### Световно първенство по футбол през 1970 г.
Това е първият официален мач между Германия и България. Пред повече от 12 000 зрители на стадиона в град Леон България повежда в резултата в 12-ата минута, когато Христо Бонев асистира на Аспарух Никодимов, но след голове Райнхард Либуда и Герд Мюлер още до почивката Германия обръща резултата. През второто полувреме Герд Мюлер оформя своя хеттрик, като Уве Зелер и Тодор Колев също се разписват по веднъж.
| 7 юни 1970 г. 12:00 ч. |

| Германия                                         | 5:2    | България                |
| ------------------------------------------------ | ------ | ----------------------- |
| Либуда 20' Мюлер 27', 52' (дузпа), 88' Зелер 67' | Доклад | Никодимов 12' Колев 89' |

| „Ещадио Леон“, Леон 12 710 зрители Съдия: Хосе Мария Ортис де Мендибил (Мексико) |

### Световно първенство по футбол през 1994 г.
През първото полувреме България има превъзходство особено в средата на терената и след няколко опасни атаки, първо Бодо Илгнер се намесва при удар на Наско Сираков с глава, докато Красимир Балъков уцелва гредата. Втората част започва с натиск на Германия, който довежда до дузпа реализирана от Лотар Матеус. В 75-ата минута е отсъден пряк свободен удар за България, който е реализиран от нападателя на отбора Христо Стоичков. Три минути по-късно Томас Хеслер не успява да се справи с центриране отдясно на българския полузащитник Златко Янков по посока на вратата на Бодо Илгнер, при което Йордан Лечков реализира с глава с летящ плонж за 2:1. Така България се класира на първи полуфинал, докато Германия за първи път от 1962 г. губи мач на такава фаза на турнира.
| 10 юли 1994 г. 12:05 ч. |

| България                | 2:1    | Германия           |
| ----------------------- | ------ | ------------------ |
| Стоичков 75' Лечков 78' | Доклад | Матеус 47' (дузпа) |

| „Джайънтс Стейдиъм“, Ийст Ръдърфорд 72 416 зрители Съдия: Хосе Торес Кадена (Колумбия) |

## Други важни срещи

### Приятелска среща
Това е най-резултатният двубой в историята на съперничеството и е една от двете най-големи победи на Германия над България (и двете с разлика от по четири гола). Германският нападател Едмунд Конен реализира първия хеттрик в среща изиграна между двата отбора, като с отбелязания от него четвърти гол в 74-та минута той става единственият футболист с толкова попадения в една среща между Германия и България. От друга страна, българският нападател Христо Евтимов, е първият българин с отбелязани два гола в една среща срещу съперника. Наличната информация за мача показва, че на трибуните в Мюнхен присъстват между 32 000 и 40 000 зрители.
| 20 октомври 1940 г. |

| Германия                                                           | 7:3    | България                     |
| ------------------------------------------------------------------ | ------ | ---------------------------- |
| Гартнер 12' Купфер 17' Конен 52' (дузпа), 60', 63', 74' Лехнер 77' | Доклад | Евтимов 20', 36' Ангелов 77' |

| „Грюндвалдер Щадион“, Мюнхен 32 000 зрители Съдия: Теодор Кис (Унгария) |

### Квалификация за Световно първенство по футбол през 1982 г.
В последна квалификационна среща за Световното първенство по футбол през 1982 г., на 22 ноември 1981 г. в Дюселдорф пред 55 000 зрители двата тима излизат на терена. Мачът е без значение за Германия, докато отборът на България се нуждае от победа за да се изравни с Австрия по точки на второто място в крайното класиране в групата и при добро развите на срещата да изпревари австрийците по някои от останалите показатели. Германия побеждава с 4:0 след два гола на Карл-Хайнц Румениге, а така България не се класира за турнира. Това е втората най-изразителна победа изобщо в съперничеството.
| 22 ноември 1981 г. |

| Германия                                    | 4:0    | България |
| ------------------------------------------- | ------ | -------- |
| Фишер 4' Румениге 49', 83' Калц 62' (дузпа) | Доклад |          |

| „Рейнщадион“, Дюселдорф 55 000 зрители Съдия: Ерик Фредриксън (Швеция) |

### Квалификация за Европейско първенство по футбол през 1996 г.
На 7 юни 1995 г. в един от най-драматичните и оспорвани двубоя между двата отбора, България печели с 3:2 срещу Германия в квалификационен мач в София пред над 50 000 зрители. Германците започват по-добре срещата и чрез Юрен Клинсман и Томас Щрунц повеждат с 2:0, преди в самия край на полувремето Христо Стоичков да намали резултата от дузпа. В средата на втората част Христо Стоичков изравнява отново чрез дузпа, а три минути по-късно Емил Костадинов оформя крайното 3:2 за България. Това е един от най-великите мачове за България, а самата среща е историческа, защото за първи път след Втората световна война Бундестимът губи мач след преднина от два гола. Някои от българските медии определят двубоя като „Втората битка за Сталинград“.
| 7 юни 1995 г. |

| България                                                 | 3:2    | Германия               |
| -------------------------------------------------------- | ------ | ---------------------- |
| Стоичков 45' (дузпа) Стоичков 65' (дузпа) Костадинов 67' | Доклад | Клинсман 18' Щрунц 44' |

| Национален стадион „Васил Левски“, София 50 000 зрители Съдия: Пиерлуиджи Пайрето (Италия) |

## Статистика
Към 5 юли 2024 г.
|                                                 | Мачове | Победи   | Победи   | Равни | Голове   | Голове |
| България                                        | Мачове | Германия | България | Равни | Германия |        |
| ----------------------------------------------- | ------ | -------- | -------- | ----- | -------- | ------ |
| Световно първенство по футбол                   | 2      | 1        | 1        | 0     | 4        | 6      |
| Квалификации за световно първенство по футбол   | 2      | 0        | 2        | 0     | 1        | 7      |
| Квалификации за европейско първенство по футбол | 4      | 1        | 2        | 1     | 5        | 7      |
| Всички състезания                               | 8      | 2        | 5        | 1     | 10       | 20     |
| Приятелски срещи                                | 13     | 1        | 11       | 1     | 14       | 36     |
| Всички мачове                                   | 21     | 3        | 16       | 2     | 24       | 56     |